# Chlorid wolframnatý
Chlorid wolframnatý je anorganická sloučenina s chemickým vzorcem WCl2.

## Příprava
Chlorid wolframnatý lze připravit redukcí nebo disproporcionací chloridu wolframičitého při teplotě 450–500 °C:
18 WCl4 → [W6Cl8]Cl4 + 12 WCl5
Lze jej také připravit redukcí chloridu wolframového kovovým wolframem, vodíkem, bismutem nebo sodíkem:
WCl6 + 2 W → 3 WCl2
6 WCl6 + 8 Bi → W6Cl12 + 8 BiCl3

## Vlastnosti
Chlorid wolframnatý je světle šedý, krystalický, diamagnetický prášek. Krystalizuje v ortorombické soustavě, izotypu chloridu molybdenatého, s prostorovou grupou Bbem (číslo 64) a parametry mřížky a = 1127 pm, b = 1128 pm, c = 1404 pm. Struktura chloridu wolframnatého obsahuje oktaedrické klastry W6.
Chlorid wolframnatý se rozpouští v koncentrované kyselině chlorovodíkové za vzniku (H3O)2[W6Cl14](H2O)x. Zahříváním této soli vzniká žlutohnědý hexamer W6Cl12.

## Využití
Chlorid wolframnatý se využívá jako výchozí látka pro organokovové a anorganické syntézy.